# Kōshō Niwano

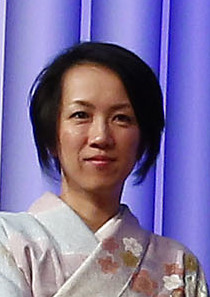
Kōshō Niwano (2012).

Kōshō Niwano (jap. 庭野 光祥, Niwano Kōshō, bürgerlich Mitsuyo Niwano (庭野 光代)) ist die Vize-Präsidentin und designierte Nachfolgerin des derzeitigen Präsidenten der Risshō Kōseikai (dt. „Gesellschaft für Aufrichtung von Recht und mitmenschlichen Beziehungen“) aus der Reiyūkai, einem Zweig des Nichiren-Buddhismus, hervorgegangenen neureligiöse Erscheinung des japanischen Buddhismus.
Der buddhistische Name Kōshō wurde ihr von ihrem Vater und Großvater gegeben und Mitgliedern der Gemeinschaft ist sie als Kōshō-sama bekannt, wobei -sama eine Anrede für hochstehende Personen ist.
Sie ist die Enkelin des Gründers Nikkyō Niwano (1906–1999) und älteste Tochter von dessen ältestem Sohn, Nichiko Niwano, d. h. der beiden aufeinander folgenden Präsidenten der religiösen Gemeinschaft Risshō Kōseikai, die am 5. März 1938 durch Nikkyō Niwano (1906–1999) und Myōkō Naganuma (1898–1957) gegründet wurde.
Kōshō Niwano wurde 1994 vom derzeitigen amtierenden Präsidenten der Gemeinschaft als seine Nachfolgerin bestimmt, gemäß der Nachfolgeregel für die Zukunft wird sie damit nach ihrem Vater das Amt des Präsidenten übernehmen.
Sie besitzt einen Abschluss von der Rechtswissenschaftlichen Fakultät der Gakushūin-Universität.
Im Zentrum der religiösen Gemeinschaft steht das Lotus-Sutra, der wichtigsten Schrift des Mahayana-Buddhismus, wozu auch sie ein Buch verfasst hat.
Sie ist ein Vertreter des Buddhismus im neunköpfigen Direktorium des König-Abdullah-Zentrums für interreligiösen und interkulturellen Dialog in Wien.
Sie ist Mutter von vier Kindern.

## Schriften
- Kaisosama ni naraite (開祖さまに倣いて). Kōsei Shuppansha, Tokio 2008
- The Buddha in everyone's heart: seeking the world of the Lotus Sutra. Übersetzt von Margaret Suzuki, Richard Look. Kosei Publishing, 2013